# Мохаммед, Гуль
Гуль Мохаммед (англ. Gul Mohammed; 15 февраля 1957, Нью-Дели — 1 октября 1997, Нью-Дели) — был занесён в книгу рекордов Гиннесса как самый низкорослый человек, о котором имеются достоверные сведения.
Во время обследования, проведённого в больнице Ram Manohar Lohia в Нью-Дели 10 июля 1990 года, его рост составлял 57 см, вес — 17 килограммов. Мохаммед умер 1 октября 1997 от простудного осложнения, вызванного неумеренным курением.
В 2012 году в Непале был выявлен человек ещё меньшего роста — Чандра Бахадур Данги.